# Edward Joseph Derwinski
Edward Joseph Derwinski (ur. 15 września 1926 w Chicago, zm. 15 stycznia 2012 tamże) – amerykański polityk i działacz państwowy pochodzenia polskiego, pierwszy sekretarz spraw weteranów (1989–1992), wieloletni członek Izby Reprezentantów Kongresu USA z ramienia Partii Republikańskiej. Zajmował się głównie sprawami polityki wschodniej.

## Życiorys
Syn Casimira Ignatiusa i Sophie (z domu Żmijewskiej). Wnuk Juliana Derwińskiego, który przybył do USA w końcu XIX wieku z miejscowości Żośla k. Koszedar (Litwa). Służył w armii amerykańskiej na Pacyfiku oraz w Amerykańskich Siłach Okupacyjnych w Japonii w latach 1945–1946 (służbę zakończył w stopniu majora).
W 1951 ukończył studia humanistyczne (historia) na Loyola University w Chicago. Prezes West Pullman Savings and Loan Association, 1950–1975 (funkcję tę objął po śmierci ojca).
Poseł do legislatury stanu Illinois, w latach 1957–1958. Z ramienia Partii Republikańskiej członek Izby Reprezentantów Kongresu USA w latach 1959–1983 (11 kadencji). Zasiadał m.in. w komitecie spraw zagranicznych oraz w komitecie ds. poczty i służby cywilnej Izby Reprezentantów. W Kongresie USA występował jako rzecznik Zgromadzenia Europejskich Narodów Ujarzmionych (Assembly of the Captive European Nations) m.in. w sprawie katyńskiej i w imieniu uchodźstwa z krajów nadbałtyckich.
Przewodniczący Amerykańskiej Unii Międzyparlamentarnej w latach 1970–1972. Delegat USA na Zgromadzeniu Ogólnym ONZ (1971). Doradca w Departamencie Stanu ds. Europy Środkowo-Wschodniej (1983-1987). Podsekretarz stanu (Departament Stanu) ds. bezpieczeństwa, nauki i technologii (1987–1988).
22 grudnia 1988 został mianowany przez prezydenta elekta George’a Busha pierwszym sekretarzem spraw weteranów; zatwierdzony przez Senat USA 2 marca 1989, zaprzysiężony 15 marca 1989 r.; pozostał na tym stanowisku do 26 września 1992.
Od 1992 był konsultantem ds. międzynarodowych w firmie Derwinski and Associates (m.in. prowadził obserwację wyborów w krajach Ameryki Łacińskiej). Wielokrotnie reprezentował prezydenta USA na Międzynarodowych Targach w Poznaniu. Ze związku z Patricią van der Giessen ma syna Michaela i córkę Maureen. Był też żonaty z Bonitą Margalus.
Członek licznych stowarzyszeń m.in.: Polish National Alliance, American Legion, Catholic War Veterans, Polish Legion of American Veterans, Veterans of Foreign Wars, Knights of Columbus.